# Sampling (música)

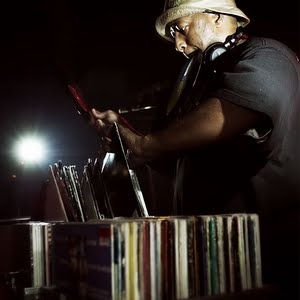
DJ Premier selecionando discos para samplear

Na música, sampling ou samplear é a reutilização de uma parte (ou sample) de uma gravação sonora em outra gravação. Os samples podem incluir elementos como ritmo, melodia, fala ou efeitos sonoros. Um sample pode ser breve e incorporar apenas uma única nota musical (como é o caso da síntese baseada em sample), ou pode consistir em partes maiores de música (como uma batida de bateria ou uma melodia completa) e pode ser sobreposta, equalizada, acelerada ou desacelerada, repetida, em loop ou manipulada de outra forma. Eles geralmente são integrados usando instrumentos musicais eletrônicos (samplers) ou softwares como estações de trabalho de áudio digital.
Um processo semelhante à amostragem teve origem na década de 1940 com a música concreta, música experimental criada por meio de emendas e loops de fitas. Em meados do século XX, foram introduzidos instrumentos de teclado que reproduziam sons gravados em fita, como o Mellotron. O termo amostragem foi cunhado no final da década de 1970 pelos criadores do Fairlight CMI, um sintetizador com a capacidade de gravar e reproduzir sons curtos. À medida que a tecnologia melhorou, surgiram samplers autônomos mais baratos e com mais memória, como o E-mu Emulator, o Akai S950 e o Akai MPC.
A amostragem é uma base da música hip hop, que surgiu quando produtores na década de 1980 começaram a samplear discos de funk e soul, especialmente drum breaks. Influenciou muitos outros gêneros musicais, particularmente música eletrônica e pop. Samples como o Amen break, o "Funky Drummer" drum break e o hit da orquestra foram usados em milhares de gravações, e James Brown, Loleatta Holloway, Fab Five Freddy e Led Zeppelin estão entre os artistas mais sampleados. O primeiro álbum criado inteiramente a partir de samples, Endtroducing, do DJ Shadow, foi lançado em 1996.
O sampling sem permissão pode infringir direitos autorais ou pode ser uso justo. A liberação, o processo de obtenção de permissão para usar uma amostra, pode ser complexo e caro; amostras de fontes bem conhecidas podem ser proibitivamente caras. Os tribunais adotaram posições diferentes sobre se a amostragem sem permissão é permitida. Em Grand Upright Music, Ltd. v. Warner Bros. Records Inc (1991) e Bridgeport Music, Inc. v. Dimension Films (2005), os tribunais americanos decidiram que a amostragem sem licença, por mínima que seja, constitui violação de direitos autorais. No entanto, VMG Salsoul v Ciccone (2016) concluiu que amostras não licenciadas constituíam cópias de minimis e não infringiam direitos autorais. Em 2019, o Tribunal de Justiça Europeu decidiu que amostras modificadas e irreconhecíveis poderiam ser usadas sem autorização. Embora alguns artistas sampleados por outros tenham reclamado de plágio ou falta de criatividade, muitos comentaristas argumentaram que samplear é um ato criativo.

## Precursores

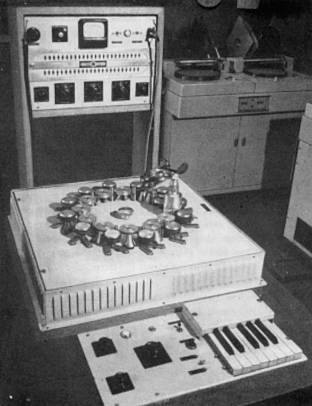
O Phonogene, um instrumento da década de 1940 que reproduz sons de loops de fita

Na década de 1940, o compositor francês Pierre Schaeffer desenvolveu a música concreta, uma forma experimental de música criada pela gravação de sons em fita, emendando-os e manipulando-os para criar colagens sonoras. Ele usou sons do corpo humano, locomotivas e utensílios de cozinha. O método também envolvia loops de fita, emendando pedaços de fita de ponta a ponta para que um som pudesse ser reproduzido indefinidamente. Schaeffer desenvolveu o Phonogene, que reproduzia loops em 12 tons diferentes acionados por um teclado.
Compositores como John Cage, Edgar Varèse, Karheinz Stockhausen e Iannis Xenakis fizeram experiências com música concreta, e Bebe e Louis Barron a usaram para criar a primeira trilha sonora de filme totalmente eletrônica, para o filme de ficção científica de 1956 Planeta Proibido. A música concreta foi levada ao grande público pela BBC Radiophonic Workshop, que usou as técnicas para produzir trilhas sonoras para programas como Doctor Who.
Na década de 1960, produtores de dub reggae jamaicanos como King Tubby e Lee "Scratch" Perry começaram a usar gravações de ritmos reggae para produzir faixas de riddim, que depois eram regravadas por DJs. Os imigrantes jamaicanos introduziram as técnicas na música hip hop americana na década de 1970. Holger Czukay, da banda experimental alemã Can, emendou gravações em fita em sua música antes do advento da amostragem digital.